# Heritage Coast
Als Heritage Coast wird ein Küstenabschnitt in England und Wales bezeichnet, dessen Status von den nationalen und lokalen Behörden in Abstimmung vergeben wurde. Diese Gebiete sind aufgrund ihrer natürlichen Schönheit, ihrer Tier- und Pflanzenwelt oder ihrer kulturellen Bedeutung geschützt. Zweck ihrer Ausweisung ist es, diese Eigenschaften zu erhalten und sie der Öffentlichkeit zugänglich zu machen. In England ist Natural England (vorher die Countryside Agency) und in Wales Natural Resources Wales (die Nachfolgeorganisation des Countryside Council for Wales) zuständig.

## Ausgewiesene Küste
1,057 km der englischen Küste und  495 km der walisischen Küste sind entsprechend ausgewiesen. Dies entspricht in beiden Fällen ungefähr einem Drittel der Gesamtküstenlänge.
Anders als Nationalparks und Areas of Outstanding Natural Beauty (AONBs), ist die Ausweisung als Heritage Coast nicht verpflichtend, sondern kann nur in Absprache mit den örtlichen Behörden und den Landbesitzern vorgenommen werden. Allerdings liegt die Mehrheit der Küstenabschnitte in bereits anders geschützten Bereichen wie Nationalparks, AONBs und das Jurassic Coast UNESCO-Weltkulturerbe. Derartige Überschneidungen werden in der unten stehenden Tabelle ausgewiesen. Die Ausweisung als Naturschutzgebiet, wie SSSI, Special Area of Conservation entlang der Heritage Coast Abschnitte sind zu zahlreich, um sie hier aufzuführen.
South Wales, Devon und Cornwall haben mehr Heritage Coast als andere Regionen. Über 50 % der Küste zwischen Cardiff und St Davids, zwischen 55 % und 60 %  der Küste Cornwalls und 60–65 % von Devons Küste sind derartig geschützt. Im Gegensatz dazu ist in North West England nur der St Bees Head ein Heritage-Coast-Küstenabschnitt. Im Südosten der Kanalküste gibt es nur sehr vereinzelte entsprechende Abschnitte.
Der erste Abschnitt, der eingerichtet wurde, war Beachy Head mit seinen berühmten weißen Klippen.

## Liste der Heritage Coasts
Die Abschnitte werden im Uhrzeigersinn von Northumberland an aufgeführt:
| Heritage Coast Name           | County (oder entsprechende Verwaltungseinheit) | Länge   | Weiterer Schutz                               |
| ----------------------------- | ---------------------------------------------- | ------- | --------------------------------------------- |
| Northumberland                | Northumberland                                 |         |                                               |
| Durham                        | Durham                                         |         |                                               |
| North Yorkshire und Cleveland | North Yorkshire, Redcar and Cleveland          |         | überwiegend im North York Moors National Park |
| Flamborough Headland          | East Riding of Yorkshire                       |         |                                               |
| Spurn                         | East Riding of Yorkshire                       |         |                                               |
| North Norfolk                 | Norfolk                                        |         |                                               |
| Suffolk                       | Suffolk                                        |         |                                               |
| South Foreland                | Kent                                           |         |                                               |
| Dover-Folkestone              | Kent                                           |         |                                               |
| Sussex                        | Sussex                                         |         | South Downs National Park                     |
| Tennyson Down                 | Isle of Wight                                  |         | Isle of Wight AONB                            |
| Hamstead                      | Isle of Wight                                  |         | Isle of Wight AONB                            |
| Purbeck                       | Dorset                                         |         | Dorset AONB, Jurassic Coast                   |
| West Dorset                   | Dorset                                         |         | Dorset AONB, Jurassic Coast                   |
| East Devon                    | Devon                                          |         |                                               |
| South Devon                   | Devon                                          |         |                                               |
| Rame Head                     | Cornwall                                       | 7,6 km  |                                               |
| Gribbin Head-Polperro         | Cornwall                                       | 24 km   | South Devon AONB                              |
| The Roseland                  | Cornwall                                       | 54,2 km |                                               |
| The Lizard                    | Cornwall                                       | 27 km   |                                               |
| Isles of Scilly               | Isles of Scilly                                |         |                                               |
| Penwith                       | Cornwall                                       | 54 km   |                                               |
| Godrevy-Portreath             | Cornwall                                       | 9 km    |                                               |
| St Agnes                      | Cornwall                                       | 11 km   |                                               |
| Trevose Head                  | Cornwall                                       | 4 km    |                                               |
| Pentire Point-Widemouth       | Cornwall                                       | 52 km   |                                               |
| Hartland                      | Cornwall                                       | 11 km   |                                               |
| Hartland (Devon)              | Devon                                          | 37 km   |                                               |
| Lundy                         | Devon                                          |         |                                               |
| North Devon                   | Devon                                          |         | North Devon AONB                              |
| Exmoor                        | Somerset                                       |         |                                               |
| St Bees Head                  | Cumbria                                        |         |                                               |

Die Küstenabschnitte werden im Uhrzeigersinn von Südosten aufgeführt:
| Heritage Coast Name       | Unitary authority           | Länge   | Weiterer Schutz                |
| ------------------------- | --------------------------- | ------- | ------------------------------ |
| Glamorgan                 | Vale of Glamorgan, Bridgend | 21,7 km |                                |
| Gower                     | Swansea                     | 55 km   | Gower AONB                     |
| South Pembrokeshire       | Pembrokeshire               | 66,0 km | National Park                  |
| Marloes and Dale          | Pembrokeshire               | 43,3 km | National Park                  |
| St Brides Bay             | Pembrokeshire               | 8,0 km  | National Park                  |
| St Davids Peninsula       | Pembrokeshire               | 82,0 km | National Park                  |
| Dinas Head                | Pembrokeshire               | 17,7 km | National Park                  |
| St Dogmaels and Moylgrove | Pembrokeshire               | 22,5 km | National Park                  |
| Ceredigion                | Ceredigion                  | 33,8 km |                                |
| Llŷn                      | Gwynedd                     | 88,3 km | Llŷn AONB                      |
| Aberffraw Bay             | Anglesey                    | 7,7 km  | Ynys Mon/Isle of Anglesey AONB |
| Holyhead Mountain         | Anglesey                    | 12,9 km | Ynys Mon/Isle of Anglesey AONB |
| Nord Anglesey             | Anglesey                    | 28,6 km | Ynys Mon/Isle of Anglesey AONB |
| Great Orme                | Conwy County Borough        | 7,1 km  |                                |